# Club Hockey Hielo Txuri Urdin
El Club Hockey Hielo Txuri Urdin Izotz Hockey Taldea es un equipo español de hockey sobre hielo, establecido en la ciudad de San Sebastián, provincia de Guipúzcoa, comunidad autónoma del País Vasco. Actualmente juega en la Superliga Española, máxima categoría de este deporte a nivel nacional 
Fue fundado en 1972, compitiendo inicialmente como sección de la Real Sociedad, siendo uno de los clubes pioneros de este deporte en España, así como el más laureado, con catorce ligas y diez copas en su haber.
Su pabellón es el Palacio de Hielo Txuri Urdin, inaugurado en 1972 y con capacidad para 800 espectadores. Además del equipo absoluto de hockey sobre hielo, cuenta con equipo de veteranos, conjunto femenino y categorías inferiores (U-20, U-18, U-16, U-14, U-12, U-10).

## Historia
El equipo nació de la mano del empresario Iñaki Zaldua, quien comenzó la captación de jugadores entre los clubes de hockey patines de San Sebastián, al no existir hasta entonces afición al hockey hielo en la ciudad. Inicialmente el equipo empezó a competir bajo el paraguas de la Real Sociedad de Fútbol, como sección de dicho club. El 1 de junio de 1972 se inauguró en Anoeta el Palacio del Hielo Txuri Urdin.
Ese mismo año 1972 se disputó la primera edición de la Liga Nacional de Hockey Hielo. La Real Sociedad fue uno de los cinco equipos fundadores y obtuvo, a la postre el título. En 1973 revalidó el título liguero, sumando también la Copa del Rey, que empezó a disputarse esa campaña. Un año más tarde el equipo donostiarra afianzó su hegemonía con su tercera liga consecutiva.
La temporada 1974/75 se creó un segundo equipo, denominado Txuri Urdin, que también compitió en la máxima categoría. La Real Sociedad finalizó ese curso con su cuarto título de liga y el Txuri Urdin finalizó tercero. La temporada 1975/76 el Txuri Urdin, asumió el papel de primer equipo, de modo que su plantilla se formó con los mejores jugadores de la Real Sociedad, que pasó a jugar con juveniles. Ambos equipos compartieron el mismo entrenador, Jorma Thusber. El Txuri Urdin logró conquistar la liga, la cuarta consecutiva y primera con esta denominación. Su filial, la Real Sociedad, finalizó en quinta plaza, en la que fue la última temporada del club de fútbol vinculado al deporte de hielo. 
La temporada 1999/00 el Txuri Urdin conquistó el doblete, liga y copa. A principios de los años 2000 el club sufrió una grave crisis económica, que puso en peligro su continuidad.
La temporada 2015/16 ha supuesto la vuelta del Txuri Urdin a los buenos resultados, logrando alzarse con la Copa del Rey. En la temporada 2016/2017 conquista el título de la Superliga.
En la temporada 2017/2018 el Txuri Urdin consigue el doblete al proclamarse campeón de la Copa del Rey y de la Liga Nacional de Hockey Hielo.
Con el título campeón de la Liga Nacional de Hockey Hielo de la temporada 2018/2019, suma tres títulos de liga consecutivos.

## Palmarés
- Liga Nacional Hockey Hielo: 16 (1972, 1972-73, 1973-74, 1974-75, 1975-76, 1979-80, 1884-85, 1989-90, 1991-92, 1992-93, 1994-95, 1998-99, 1999-00, 2016-17, 2017-18, 2018-19)
- Copa del Rey de Hockey Hielo: 11 (1972-73, 1973-74, 1974-75, 1978-79, 1979-80, 1989-90, 1990-91, 1993-94, 1999-00, 2015-16, 2017-18)

## Jugadores destacados
- Iñaki Bolea
- Juan Muñoz Crego